# Manassas Park
Manassas Park é uma cidade independente localizada no Estado americano de Virgínia. A sua área é de 6,4 km², sua população é de 10 290 habitantes, e sua densidade populacional é de 1 595,6 hab/km² (segundo o censo americano de 2000). A cidade foi fundada em 1975.